# Johann Jakob von Meyenburg
Johann Jakob Meyenburg, ab 1706 Johann Jakob von Meyenburg, (* 13. Januar 1665 in Schaffhausen; † 24. November 1717 in Kassel) war ein Schweizer Mediziner und Postmeister.

## Leben
Johann Jakob Meyenburg war der Sohn des Zunftmeisters Johann Martin Meyer und dessen aus Zürich stammenden Ehefrau Anna Maria, geborene Wagner. Er studierte an den Universitäten von Leipzig und Basel Medizin und wurde 1687 in Basel zum Dr. med. promoviert.
Johann Jakob Meyenburg wirkte in der Folge als Arzt in Schaffhausen und baute sich dabei ein vielfältiges Netzwerk an Beziehungen auf, das auch gute Kontakte zum kaiserlichen Hof in Wien umfasste. Im Jahr 1699 wirkte er zunächst als fürstenbergischer und ab 1700 als württembergischer Rat und Leibmedikus. Im Jahr 1706 erhielt er durch einen kaiserlichen Adelsbrief von Kaiser Joseph I. unter Erhebung in den erblichen Reichsadelsstand den adeligen Namen „von Meyenburg“. Johann Jakob von Meyenburg wurde 1706 Administrator des Reichspostamts in Schaffhausen, 1712 Reichspostmeister und österreichischer Postmeister und erhielt im Jahr 1713 die Ernennung zum wirklichen kaiserlichen Rat.
1717 wurde er erster Leibmedikus des Landgrafen Karl von Hessen-Kassel und Direktor des 1709 gegründeten Collegium Carolinum in Kassel.
Unter der Präsidentschaft von Lukas Schröck wurde Johann Jakob Meyenburg am 1. Dezember 1704 unter der Matrikel-Nr. 261 mit dem akademischen Beinamen Eudemus I. als Mitglied in die Deutsche Akademie der Naturforscher Leopoldina aufgenommen.
Er war mit Ursula, geborene Stokar, einer Tochter des Neunforner Zunftmeisters Franz Stokar, verheiratet.